# Kloster Wittichen

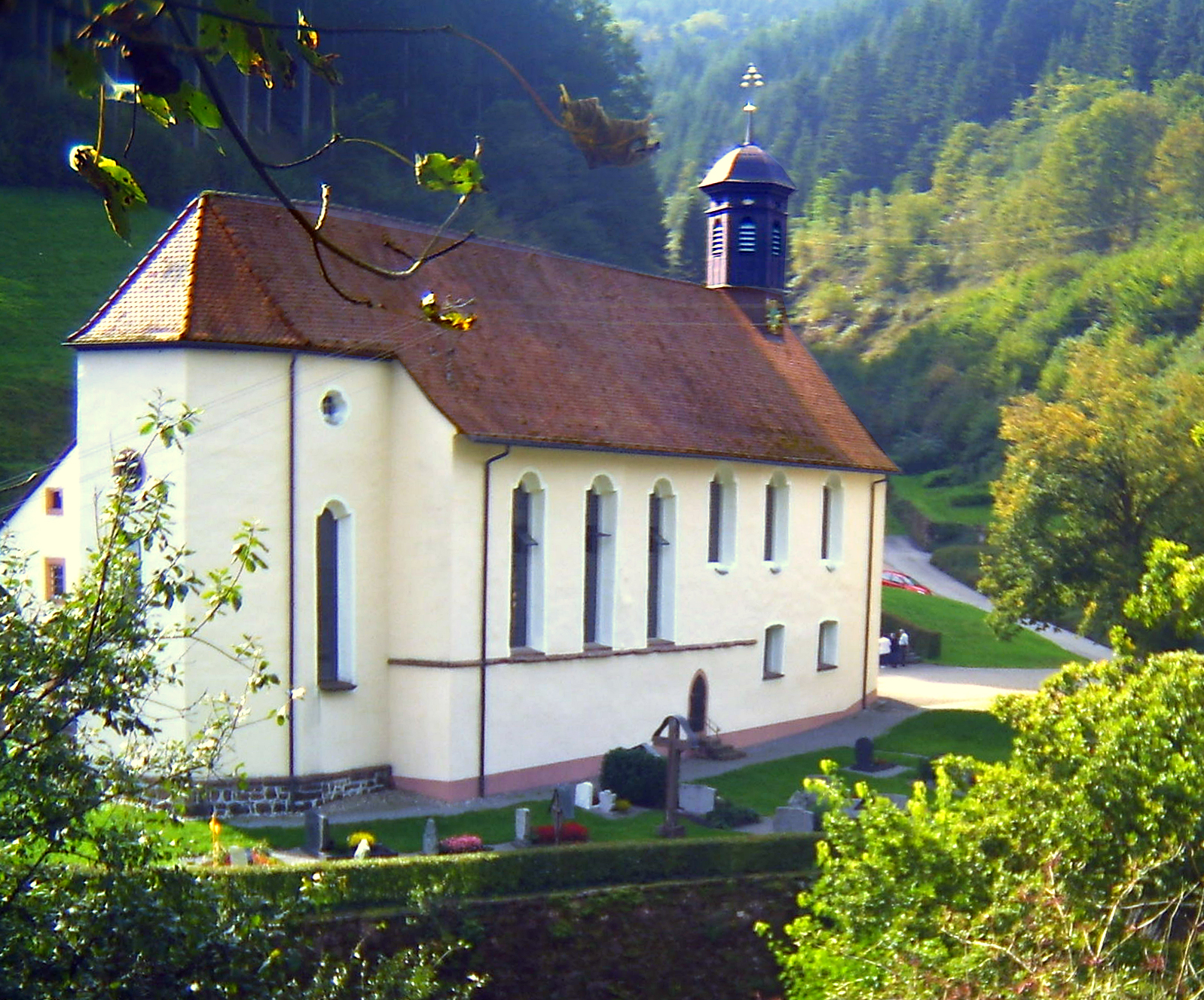
Klosterkirche Allerheiligen mit Friedhof

Das Kloster Wittichen ist ein ehemaliges Klarissenkloster in Wittichen in einem engen Seitental der Kleinen Kinzig bei Schenkenzell im oberen Kinzigtal im Schwarzwald.

## Geschichte

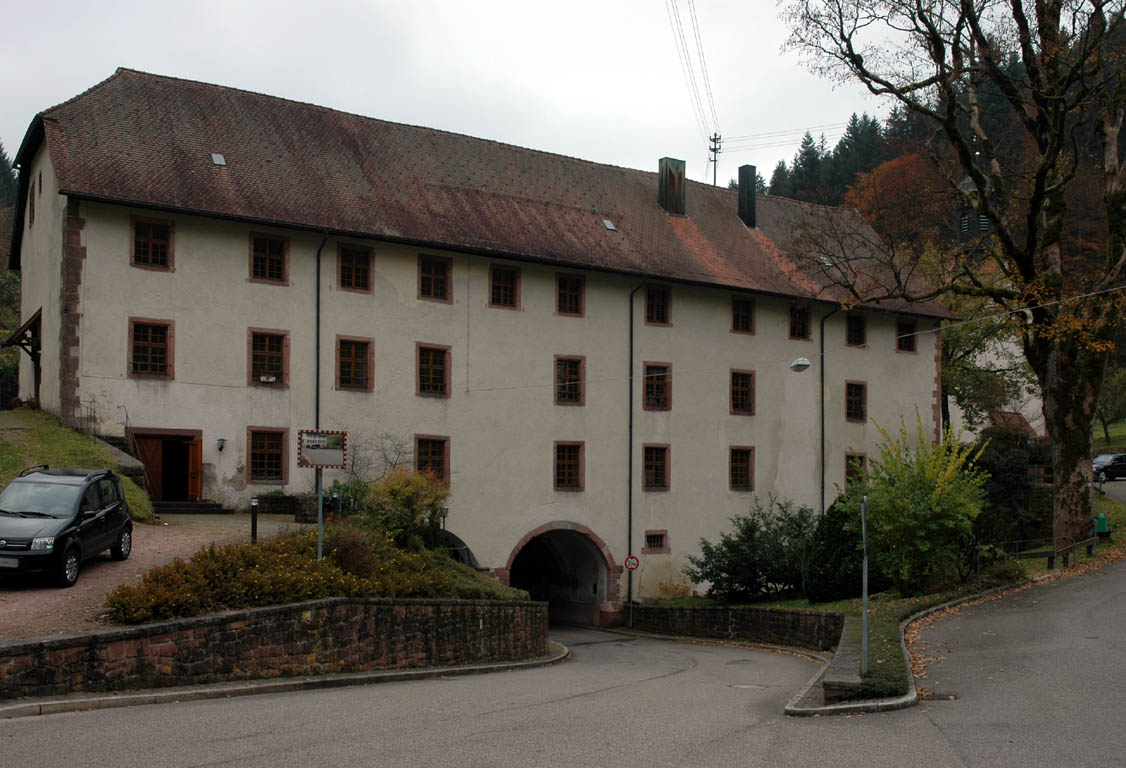
Der Lange Bau oder Äbtissinnenbau (Oktober 2007)

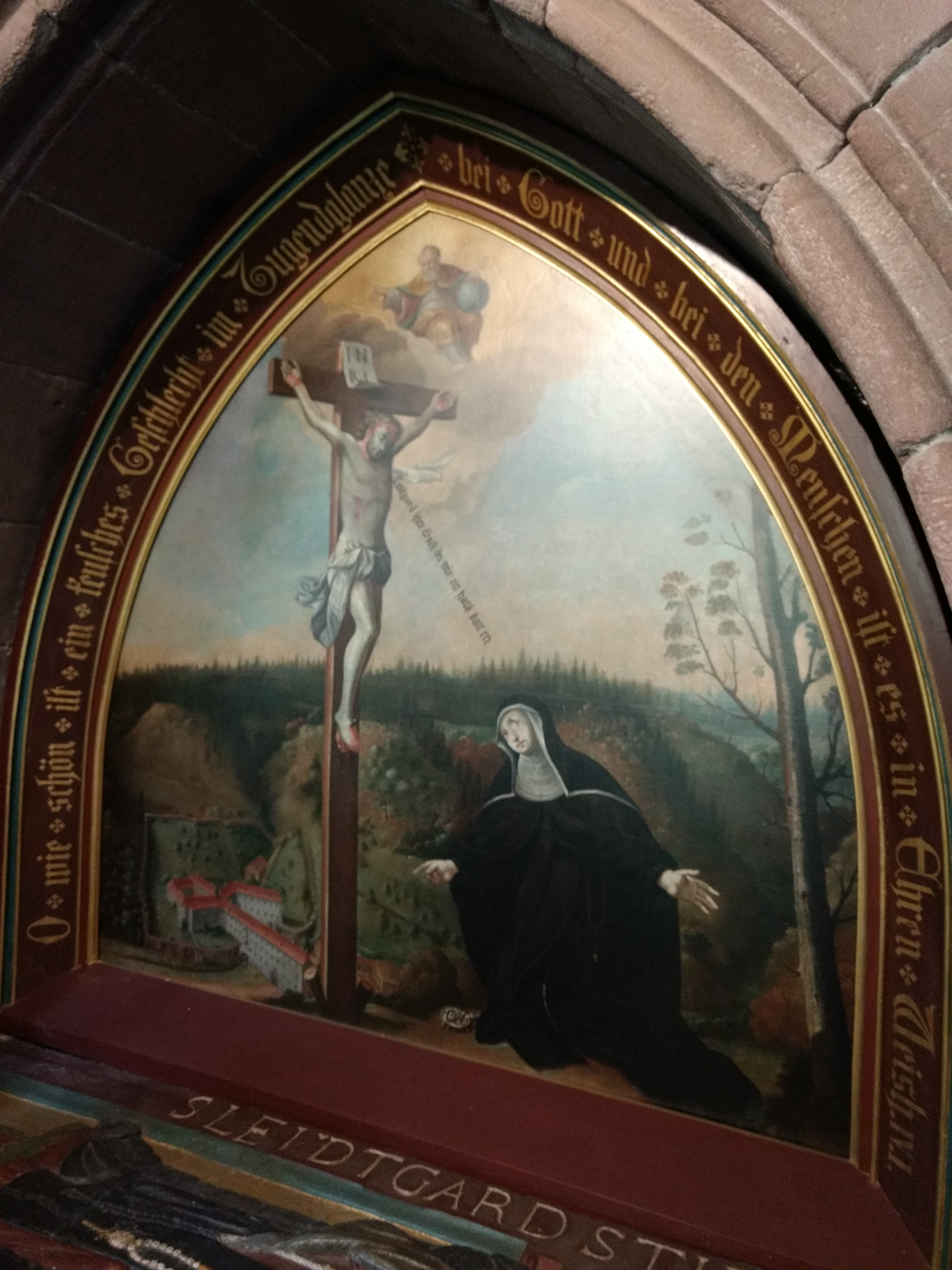
Grab der Luitgard von Wittichen

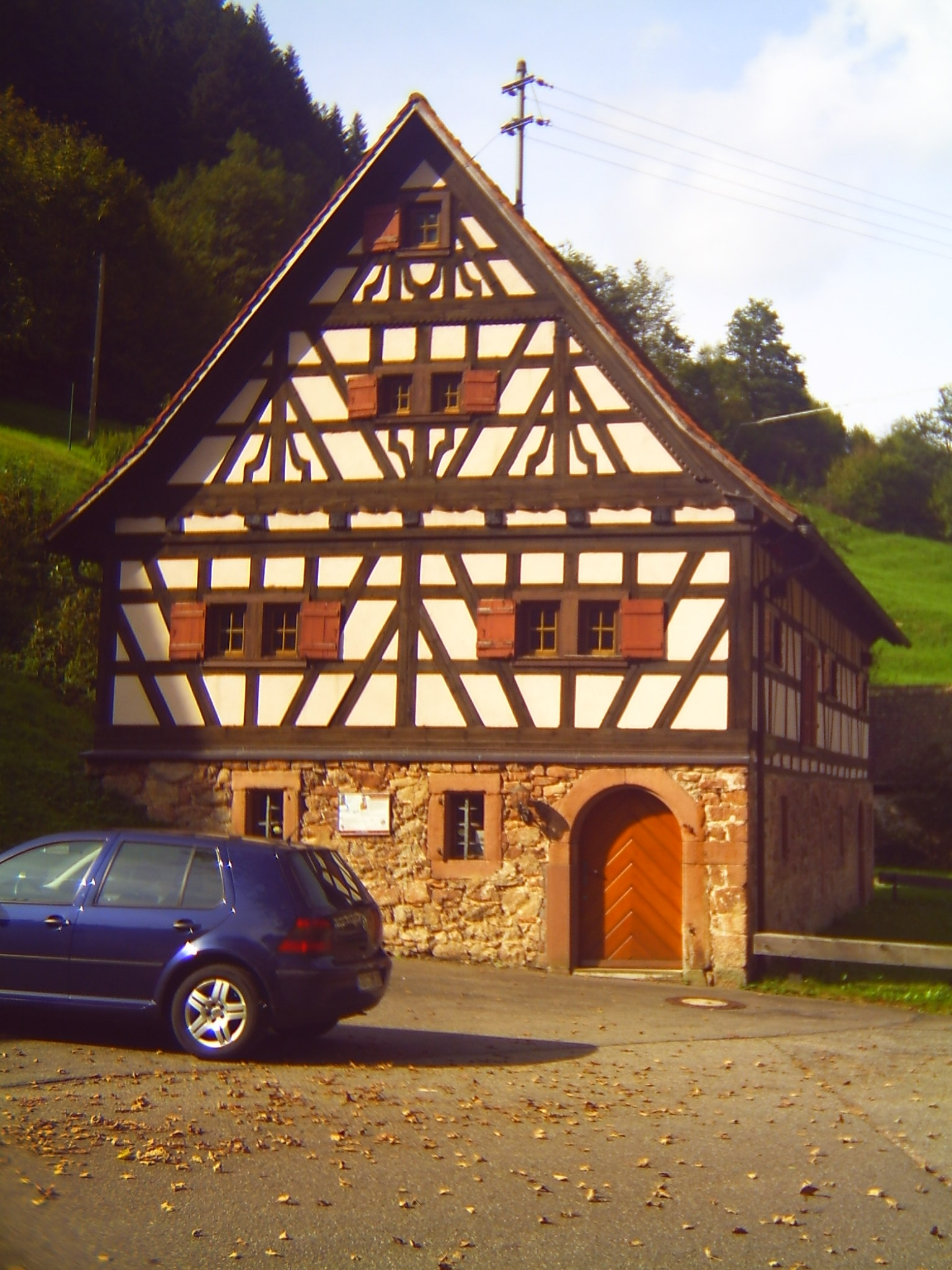
Klostermuseum im alten Klosterstallgebäude

Gegründet wurde das Kloster von der seligen Luitgard von Wittichen im Jahre 1324. Gott soll der Überlieferung nach der Luitgard, die aus dem Schenkenzeller Ortsteil Kaltbrunn-Vortal stammte, an der Stelle des Klosters gesagt haben: „Hier sollst du mir ein Haus bauen!“ Also machte sie sich auf die Suche nach Mitschwestern und gründete mit 33 Schwestern in der Einöde von Wittichen ihr Kloster. Ideell-religiöser Mittelpunkt der Nonnengemeinschaft, die 1376 die Klarissenregel annahm, war die Grabstätte der seligen Luitgard. Zu ihrem Grab wurden, besonders nach der Graböffnung von 1629 – man fand das Gehirn der Toten völlig unversehrt erhalten –, Wallfahrten unternommen.
Unterstützung fand das Kloster in den Herzögen von Teck und den Grafen von Geroldseck sowie durch Königin Agnes von Ungarn. Durch deren Vermittlung wurde die Klause von Papst Johannes XXII. als Kloster anerkannt. Auf Geroldsecker Besitz unterhalb der Burg Wittichenstein und bevogtet von den Grafen, entwickelte sich nach schwierigen Anfängen (Brand des Klosters 1327, Weihe der Klosterkirche 1330) eine Frauengemeinschaft mit umfangreichem Klosterbesitz in Wittichen und Kaltbrunn sowie an Oberrhein und Neckar (Schaffneien zur Besitzverwaltung u. a. in Gengenbach, Horb, Lahr, Rottweil, Straßburg, Villingen).
1540 zeitweise infolge der Reformation aufgehoben, konsolidierte sich der Frauenkonvent – allerdings mit eingeschränkten Möglichkeiten – wieder und hatte im Dreißigjährigen Krieg (1618–1648) und danach schwere Einbußen hinzunehmen (1640, 1663).
Das Kloster wurde 1803 säkularisiert. Bei der Säkularisation kam das Kloster in den Besitz des Fürstenhauses Fürstenberg. Ein Teil der Gebäude wurde wegen der zu hohen Kosten in den 1850er Jahren abgerissen. Die Kirche, das Langhaus und der Klosterstall sind erhalten, ebenso der Friedhof.

## Sehenswertes
Die Klosterkirche ist ein barockes Kleinod und heute noch Ziel vieler Wallfahrer. Hier befindet sich die Grabstätte Luitgards und unter anderem eine Grabplatte mit dem Wappen derer von Urslingen.
In der Kirche befindet sich eine original erhaltene Orgel der Überlinger Werkstatt Wilhelm & Schwarz & Sohn aus dem Jahr 1909, welche 2007 restauriert wurde.
Im alten Klosterstall ist ein kleines Museum eingerichtet, das Kostbarkeiten wie die Monstranz, Messgewänder und ähnliche Ausstattungsstücke des Klosters ausstellt sowie auch Mineralien aus Wittichen. Im Historischen Museum Basel sind vier frühneuzeitliche Musikinstrumente aus dem Kloster erhalten geblieben.
Das alleine schon von außen durch seine Mächtigkeit beeindruckende Langhaus des Klostergebäudes wird von der Ortschaft Kaltbrunn als Gemeindezentrum genutzt. Das Gebäude riegelt das kleine Tal gewissermaßen ab. Durch zwei sandsteinumrandete Tore im Gebäude führen nebeneinander der Talbach und die Durchgangsstraße in die ehemalige Bergbausiedlung Wittichen. Der ganze Komplex wirkt trotz Unvollständigkeit äußerst idyllisch.

## Literatur

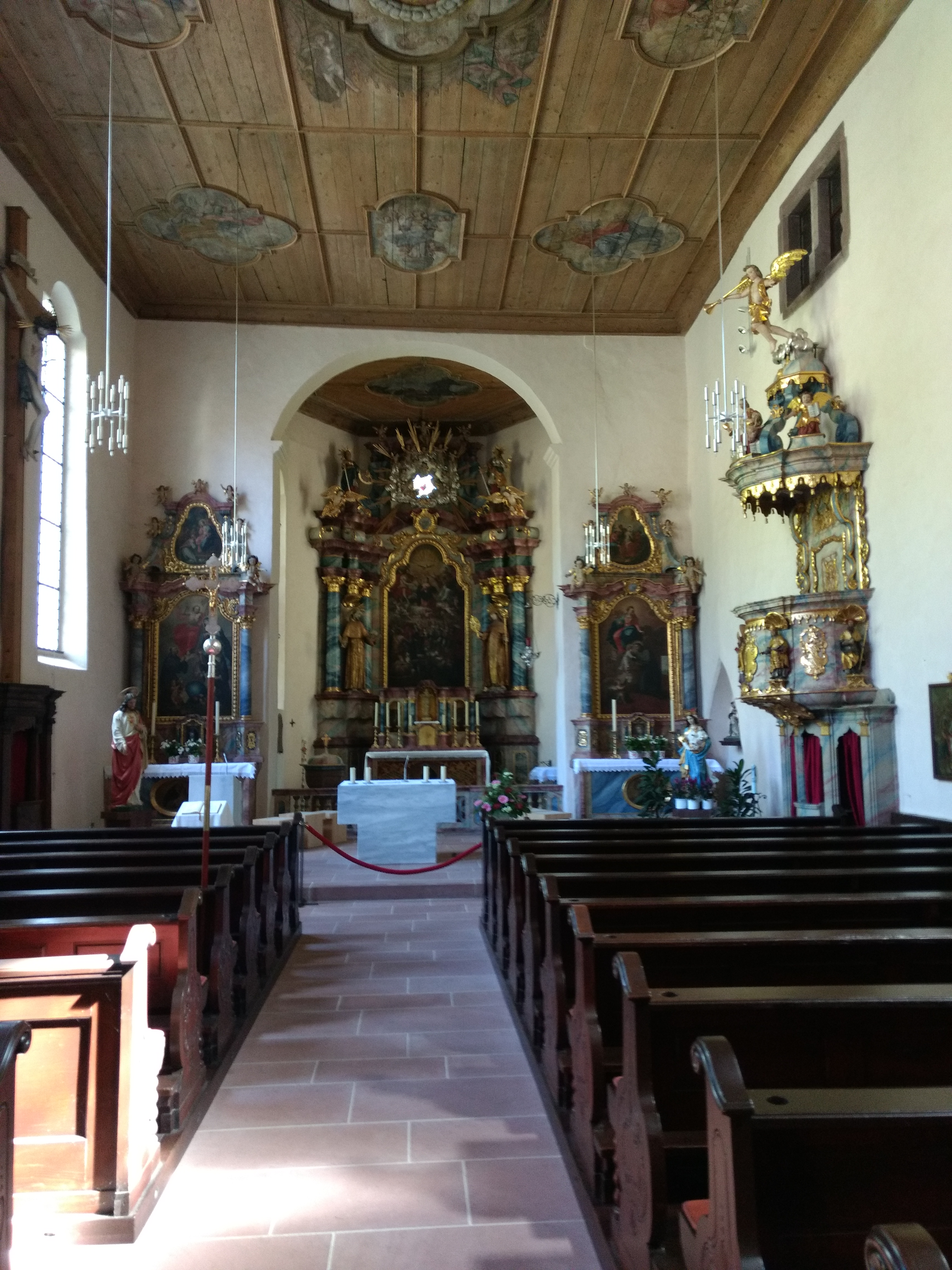
Inneres der ehemaligen Klosterkirche